# Rückmarsdorf

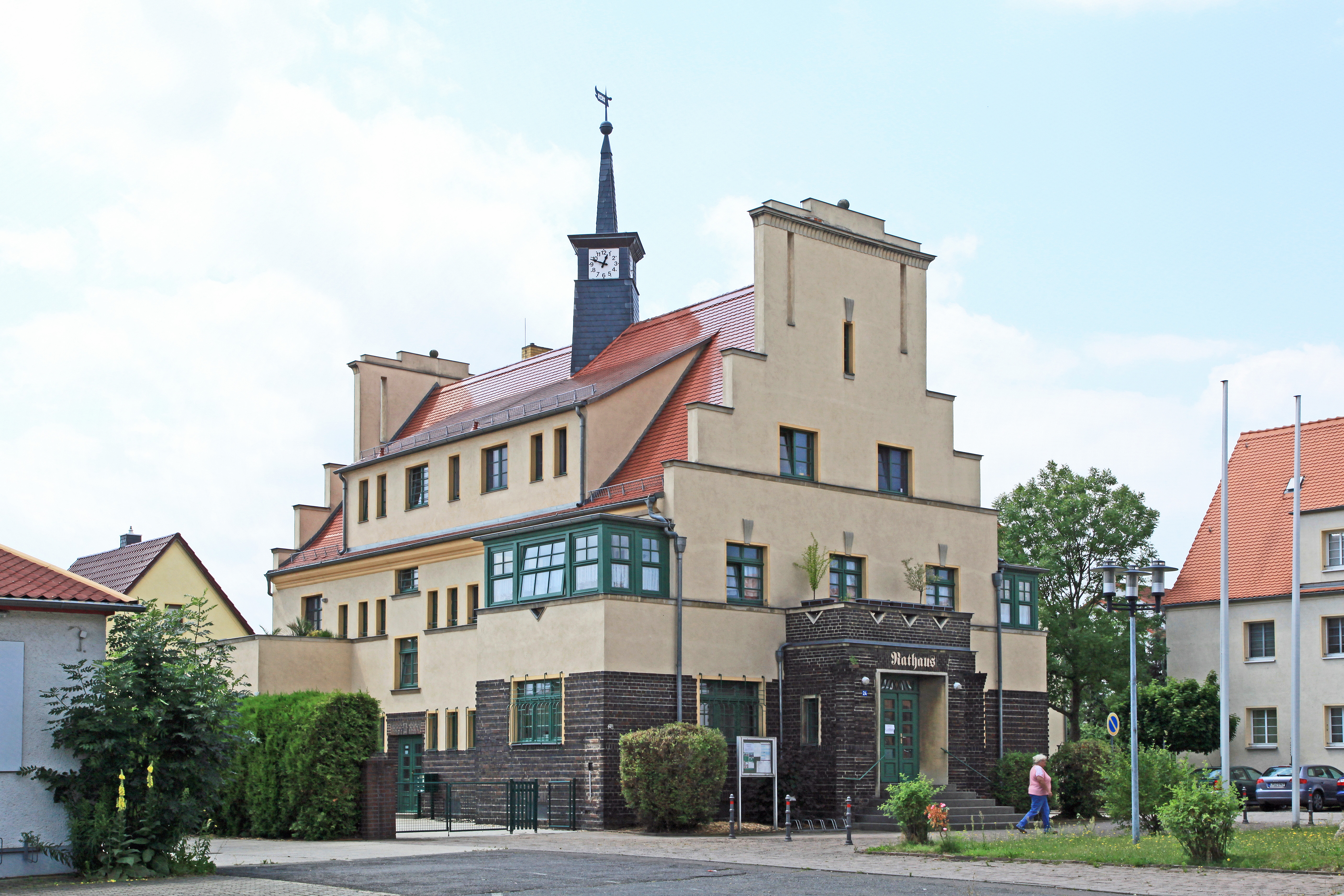
Rathaus

Rückmarsdorf ist ein Stadtteil im Stadtbezirk Alt-West von Leipzig. Er gehört zum Ortsteil Burghausen-Rückmarsdorf.

## Lage
| Dölzig         | Burghausen                                  | Böhlitz-Ehrenberg |
| Frankenheim    | Kompassrose, die auf Nachbargemeinden zeigt | Lindenau          |
| Lindennaundorf | Großmiltitz, Grünau                         | Schönau           |

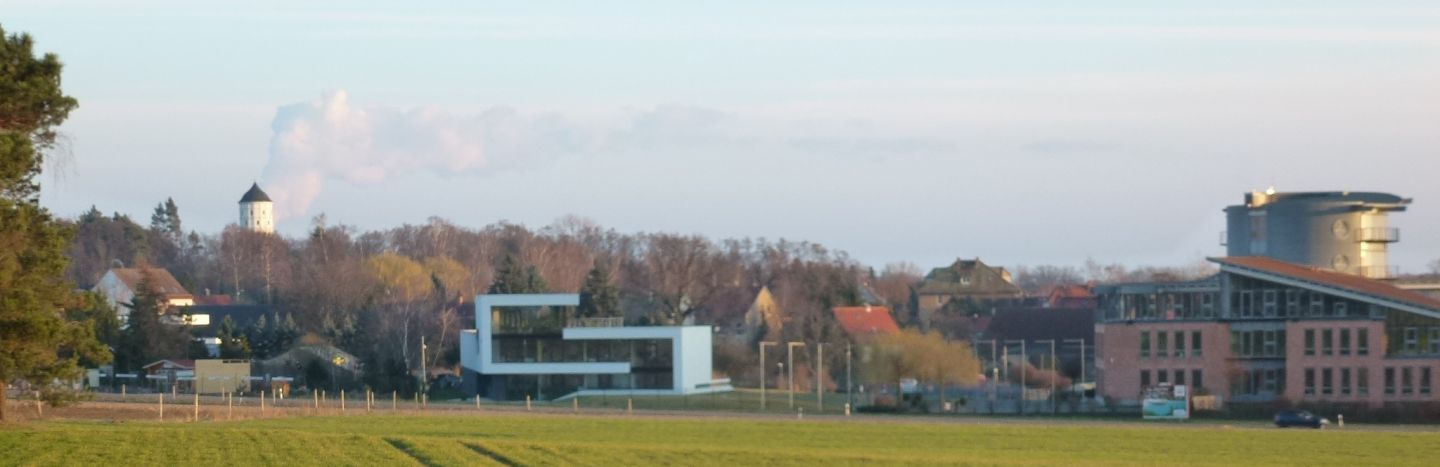
Westrand von Rückmarsdorf, vom Bienitz aus gesehen

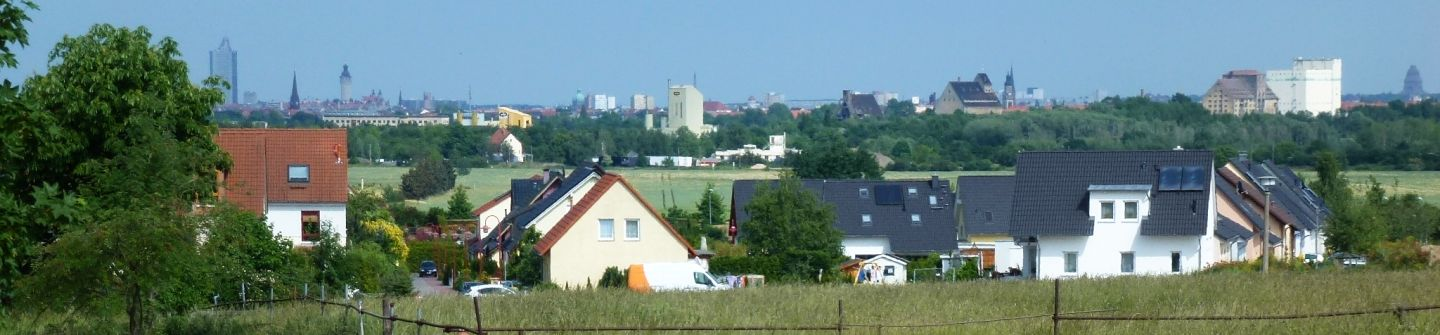
Blick vom Wachberg nach Osten

Der Ort liegt zwischen dem Ostufer des Baches Zschampert (zwischen Großmiltitz im Süden und Burghausen im Norden) am Westhang der Dehlitz-Rückmarsdorfer Endmoräne. Rückmarsdorf liegt südlich an der alten Landstraße von Merseburg nach Leipzig (heute als Bundesstraße 181 (B 181), im Ort Merseburger Straße und Sandberg) zwischen Dölzig im Nordwesten und Lindenau im Osten.
Das Territorium Rückmarsdorfs wird durch die Hügel Sandberg (127 Meter Höhe) und Wachberg (134 m Höhe) geprägt.

## Geschichte

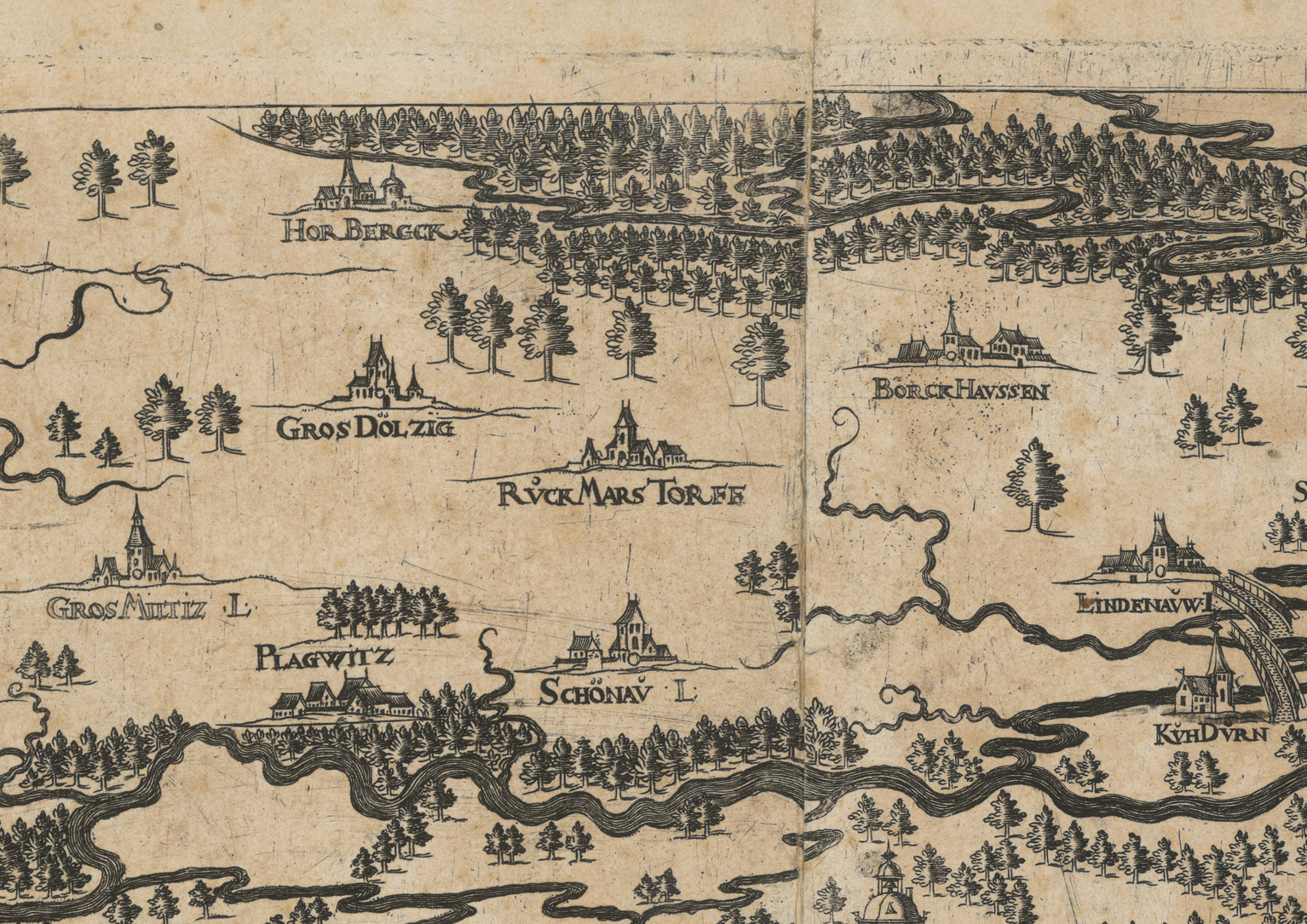
Rückmarsdorf und Umgebung, 1595.

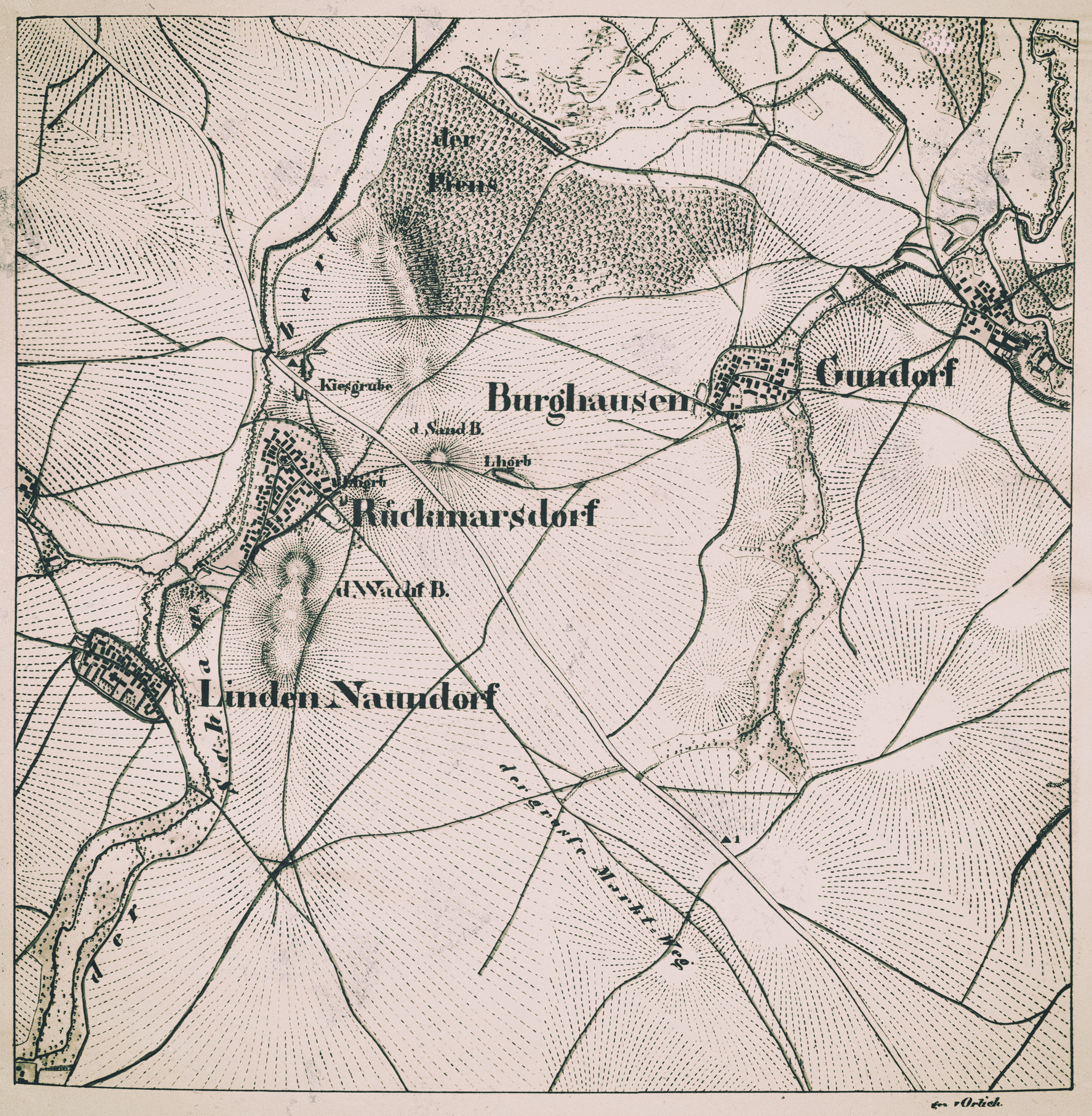
Rückmarsdorf und umliegende Gegend, 1828

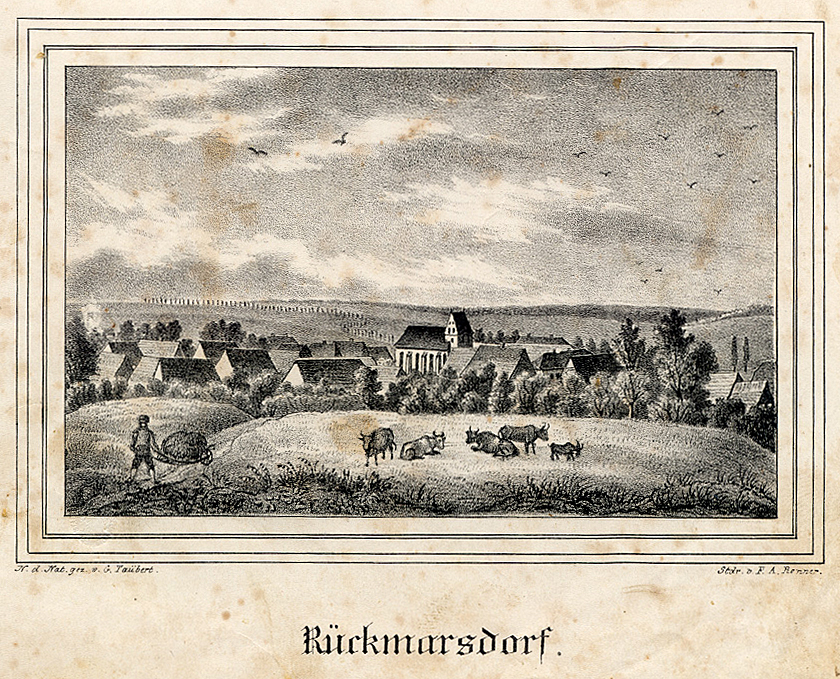
Ansicht um 1850

Rückmarsdorf auf einer Karte von 1891

Ansichtskarte von Rückmarsdorf, vor 1920

### Bis 1900
Erste Siedlungsspuren entlang des Zschamperts stammen von etwa 5.000 v. Chr. Um 600 n. Chr. legten slawische Siedler am südwestlichen Rand des Wachbergs ein Runddorf an.
Die erste indirekte urkundliche Erwähnung Rückmarsdorfs stammt aus dem Jahr 1091: Der damalige Bischof Werner von Merseburg übereignete als Lehnsherr dem Peterskloster „Gundtorff nebst aller Zubehörung“. Zur Zubehörung – den sogenannten Abteidörfern – zählte auch das ungenannte Rückmarsdorf. Am 8. November 1285 wurde Rückmarsdorf erstmals namentlich urkundlich erwähnt, als der Markgraf von Landsberg Friedrich Tuta die Gerichtsbarkeit Markranstädts, zu der auch Ricmarsdorph gehörte, an das Bistum Merseburg verkaufte. Bis zur Säkularisation im Rahmen der Reformation gehörte Rückmarsdorf zur Grundherrschaft des Merseburger Petersklosters. Nach der Umwandlung des Bistums in ein weltliches Stift fungierten von 1562 bis 1656 die Kurfürsten von Sachsen, von 1656 bis 1738 die Herzöge von Sachsen-Merseburg und von 1738 bis 1918 die Kurfürsten (seit 1806 Könige) von Sachsen als Landesherr. Sowohl innerhalb des Stifts Merseburg als auch im Herzogtum Sachsen-Merseburg gehörte Rückmarsdorf in das Amt Schkeuditz.
Rückmarsdorf hatte im 17. Jahrhundert stark unter den Auswirkungen des Dreißigjährigen Kriegs zu leiden. 1628 (wie später auch 1682/83) wurde der Ort durch die Pest heimgesucht, 1632 und 1645 kam es im Ort zu Plünderungen durch die Truppen von Heinrich von Holk bzw. Carl Gustav Wrangel. Im Jahr 1641 wurde Rückmarsdorf durch einen Brand zu etwa 50 % zerstört, ein Drittel der Bevölkerung kam hierbei ums Leben. Einem erneuten Brand 1669 fielen sechs Gehöfte und das Pfarrhaus zum Opfer. 1721 zerstörte ein Feuer erneut das Pfarrhaus und 17 Gehöfte, alle im Pfarrhaus gelagerten chronistischen Aufzeichnungen zum Ort gingen dabei verloren.
Zwischen 1704 und 1925 war in Rückmarsdorf eine Wassermühle zu finden, den Betrieb sicherte der 1930 verfüllte Mühlteich sowie ein kleiner künstlich angelegter Mühlgraben, der den Zschampert mit dem Teich verband. 1832 wurde auf dem Wachberg zusätzlich eine Windmühle gebaut, die etwa 100 Jahre bestand.
Am 2. Mai 1813 gab es ein Gefecht zwischen preußischen Truppen unter Leitung von General Friedrich von Kleist und französischen Einheiten. Mit dem Wiener Vertrag vom 10. Januar 1815, der den größten Teil des Amtes Schkeuditz an das Königreich Preußen angliederte, kam Rückmarsdorf mit dem kleineren, beim Königreich Sachsen verbliebenen Ostteil an das Kreisamt Leipzig. Im Jahr 1835 umfasste das amtsässige Dorf 31 ½ Magazinhufen Land, 44 Häuser und 231 Einwohner. Mit der sächsischen Landgemeindeordnung von 1838, die am 1. Mai 1839 in Kraft trat, wurde Rückmarsdorf eine Landgemeinde und erhielt das Recht zur Selbstverwaltung. Von 1873 bis 1952 gehörte die Landgemeinde Rückmarsdorf zur Amtshauptmannschaft Leipzig.

### Ab 1900
Um 1900 entstanden an mehreren Stellen des Ortes mehrstöckige Siedlungshäuser, was zu einer Erhöhung der Einwohnerzahl führte. 1904 wurde die Dorfkirche umfangreich erneuert. Unter anderem wurde das Kirchenschiff vergrößert, der Kirchturm wurde um fünf Meter auf 25 Meter erhöht und mit neuen Glocken ausgestattet, ein neuer Altar aus Cottaer Sandstein wurde errichtet (das kunsthistorisch wertvolle Altarretabel in Flügelform aus dem frühen 16. Jahrhundert wurde schon zuvor ausgebaut und gesichert), die Orgel wurde erneuert und vergrößert, außerdem wurde der Innenraum der Kirche neu gestaltet.  Am 1. Dezember 1910 hatte Rückmarsdorf 737 Einwohner.
1928/29 wurde auf einem auf dem Sandberg erworbenen Grundstück ein neues Rathaus mit neugotischen Staffelgiebeln errichtet, gestaltet von Arthur Carius. Im Art-déco-Stil errichteten Gebäude befanden sich ab 1919 Privatwohnungen in den oberen Geschossen. Seit der Eingemeindung Rückmarsdorfs zu Leipzig befinden sich im ehemaligen Rathaus u. a. der Ortschaftsrat sowie der Heimatverein Rückmarsdorf e. V.  Zwischen 1932 und 1940 entstand zwei Kilometer östlich des alten Ortszentrums die sogenannte Bahnhofssiedlung, nach Ausbau der Bahnanlagen siedelten sich hier etwa 700 Einwohner an. Von 1933 bis 1942 wurde am unvollendet gebliebenen Elster-Saale-Kanal gebaut, der Rückmarsdorf im Nordosten tangiert. Im Jahr 1939 erhielten die Rückmarsdorfer Gebäude Hausnummern.
Von 1952 bis 1993 war Rückmarsdorf Teil des Landkreises Leipzig.
Am 31. Dezember 1993 war die Gemeinde Rückmarsdorf 4,21 Quadratkilometer groß. Am 1. Januar 1994 gründete Rückmarsdorf zusammen mit Burghausen und Dölzig die Gemeinde Bienitz als Teil des Landkreises Leipziger Land. Am 23. Juli 1998 beschloss der Sächsische Landtag das Stadt-Umland-Gesetz Leipzig, dass die Eingemeindung der Gemarkung Rückmarsdorf in die Stadt Leipzig zum 1. Januar 1999 vorsah. Dagegen legte die aufzulösende Gemeinde Bienitz Widerspruch ein, der am 9. Juli 1999 vom Sächsischen Verfassungsgerichtshof zurückgewiesen wurde.
Am 1. Januar 2000 wurde Rückmarsdorf zusammen mit Burghausen in die Stadt Leipzig eingemeindet. Seitdem gehört das ehemalige Gemeindegebiet zum Ortsteil Burghausen-Rückmarsdorf im Stadtbezirk Alt-West. Dölzig wurde mitsamt Kleinliebenau nach Schkeuditz im Landkreis Delitzsch, jetzt Landkreis Nordsachsen, umgegliedert. Der Dölziger Ortsteil Priesteblich wurde Markranstädt im Landkreis Leipziger Land (jetzt Landkreis Leipzig) zugeordnet.
Das Unternehmen GP Günter Papenburg gab 2018 bekannt, zwischen Ort und Bahnstrecke Kies abbauen zu wollen. 2024 änderte das Unternehmen seine Pläne und verzichtete darauf.

## Bevölkerung
Angaben sind nur für den gesamten Ortsteil Burghausen-Rückmarsdorf. verfügbar.
| Jahr | Einwohner |
| ---- | --------- |
| 2000 | 4.411     |
| 2005 | 4.707     |
| 2010 | 4.716     |
| 2015 | 4.802     |
| 2020 | 4.767     |
| 2024 | 4.792     |

Stand: 31.12. des jeweiligen Jahres

## Politik
Bei Kommunalwahlen besteht nicht nur Stimmrecht für den Leipziger Stadtrat, sondern auch für einen Ortschaftsrat Rückmarsdorf. Zusammen mit der Wahl der Stadträte findet in den Ortschaften die Wahl der Mitglieder der Ortschaftsräte statt. Der Vorsitzende wird als Ortsvorsteher von den Mitgliedern des Ortschaftsrates gewählt.
Bei den Wahlen zum Sächsischen Landtag gehört Burghausen-Rückmarsdorf zum Wahlkreis Leipzig 7, bei Bundestagswahlen zum Bundestagswahlkreis Leipzig I (Wahlkreis 152).
Die Bundestagswahl 2021 führte bei einer Wahlbeteiligung von 84,0 % zu folgendem Zweitstimmenergebnis:
| Partei                | Burghausen-Rückmarsdorf | Stadt Leipzig |
| --------------------- | ----------------------- | ------------- |
| CDU                   | 22,9 %                  | 14,0 %        |
| SPD                   | 21,1 %                  | 20,9 %        |
| AfD                   | 20,7 %                  | 13,3 %        |
| FDP                   | 14,4 %                  | 10,1 %        |
| Bündnis 90/Die Grünen | 06,5 %                  | 15,0 %        |
| Die Linke             | 06,4 %                  | 13,7 %        |
| Sonstige              | 07,9 %                  | 09,5 %        |

## Sehenswürdigkeiten
- Kirche, erbaut um 1150,[4] Umbauten und Erneuerungen 1688,[22] 1715,[8] 1840,[12] 1904[13]
- Rathaus im Art-déco-Stil, erbaut 1928
- Heimatmuseum Rückmarsdorf in einem Gebäude der historischen Wassermühlenanlage
- Wachberg mit 23 m hohem Wasserturm aus dem Jahr 1914, seit 2010 im Besitz des Heimatvereines Rückmarsdorf und von diesem saniert
- Jakob-Seifert-Park am Wachberg
- Gedenkstein für General Friedrich von Kleist und Vermessungssäule von 1865 auf dem Wachberg[23]. 2018 wurde eine Straße in Rückmarsdorf in Erinnerung an den an der Vermessung beteiligten Geodäten Friedrich Robert Helmert Helmertstraße genannt.
- Friedhof, wurde 1896 aus Platzgründen durch eine bis heute bestehende und zwischenzeitlich ausgebaute Neuanlage am höchsten Punkt der Alten Dorfstraße erweitert.[24]
- Brückendreieck, bestehend aus der B 181, der Bahnstrecke Leipzig–Großkorbetha und dem Elster-Saale-Kanal
- Elster-Saale-Kanal und der nördlich der B 181 gelegene Bienitz

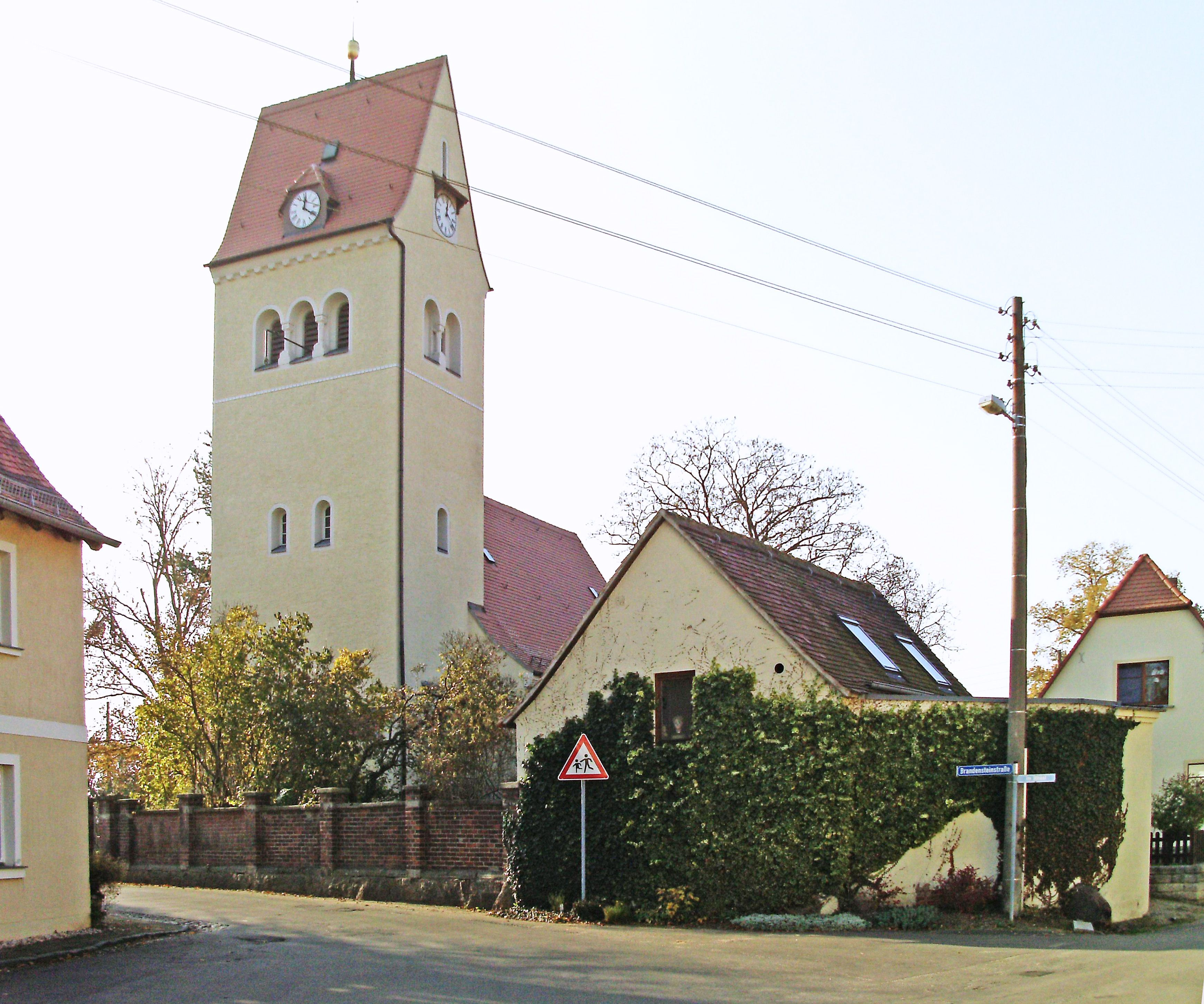
Kirche in Rückmarsdorf
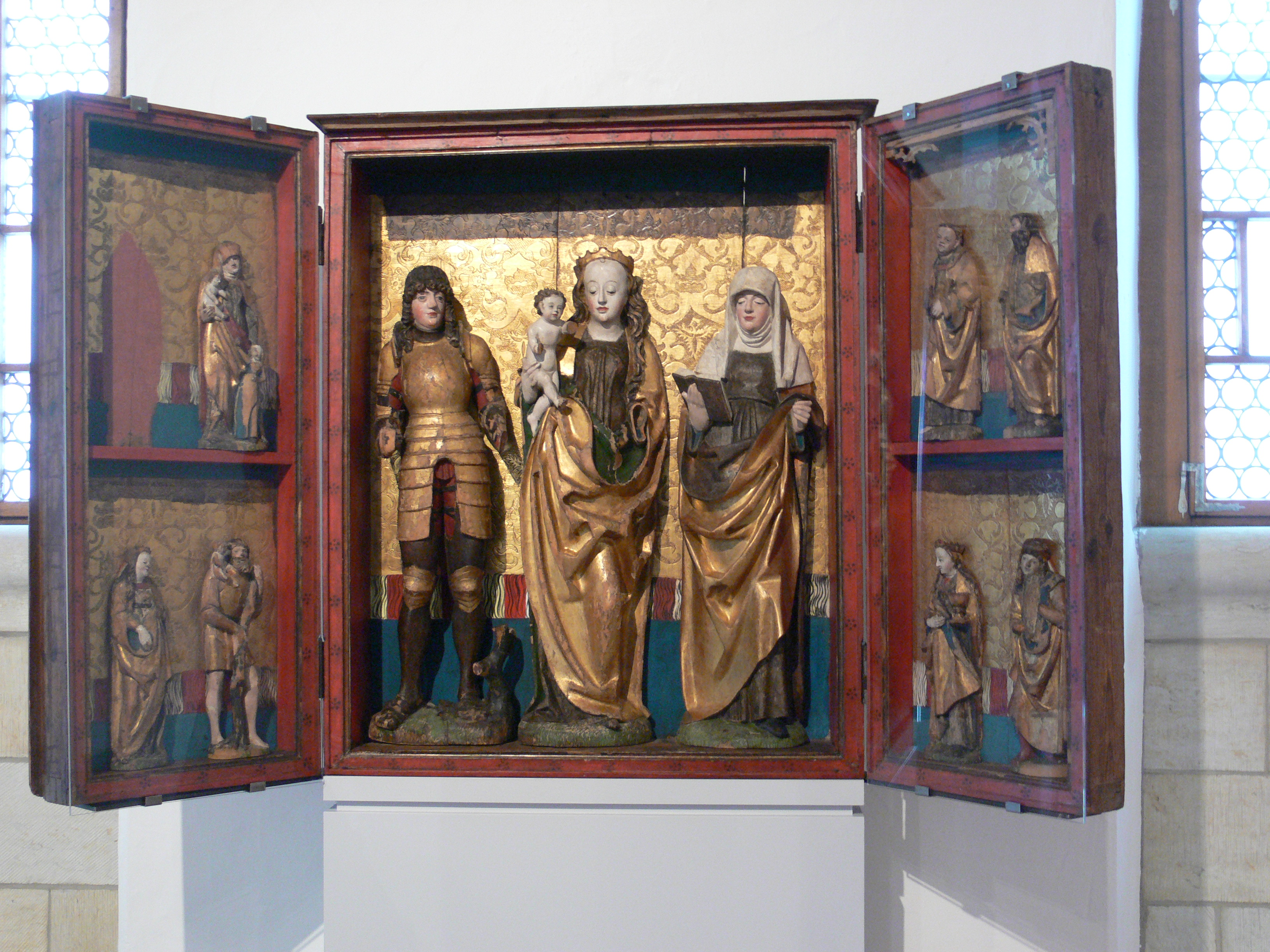
Altarretabel, 1509, ausgestellt in Chemnitz
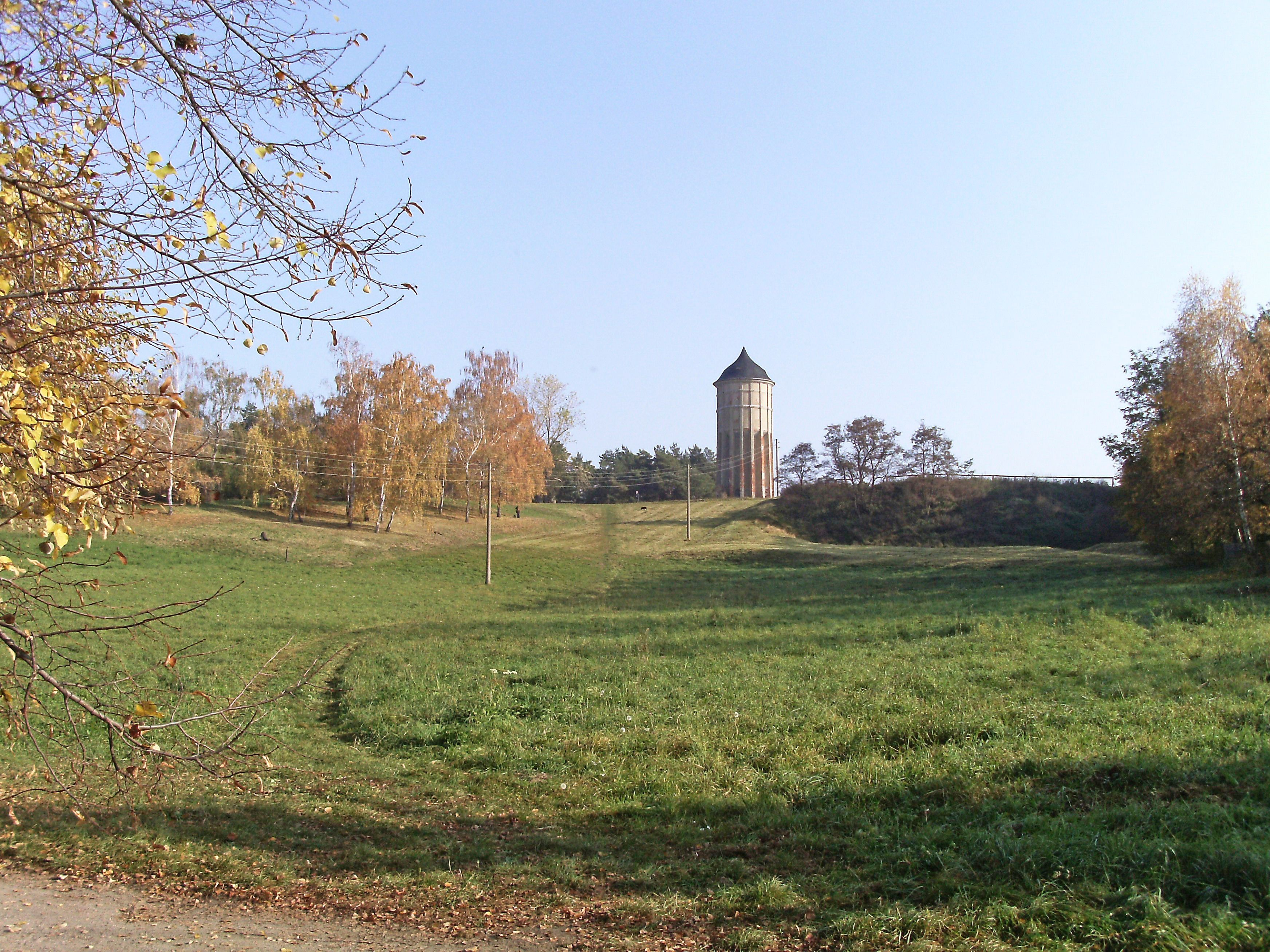
Wachberg mit Wasserturm
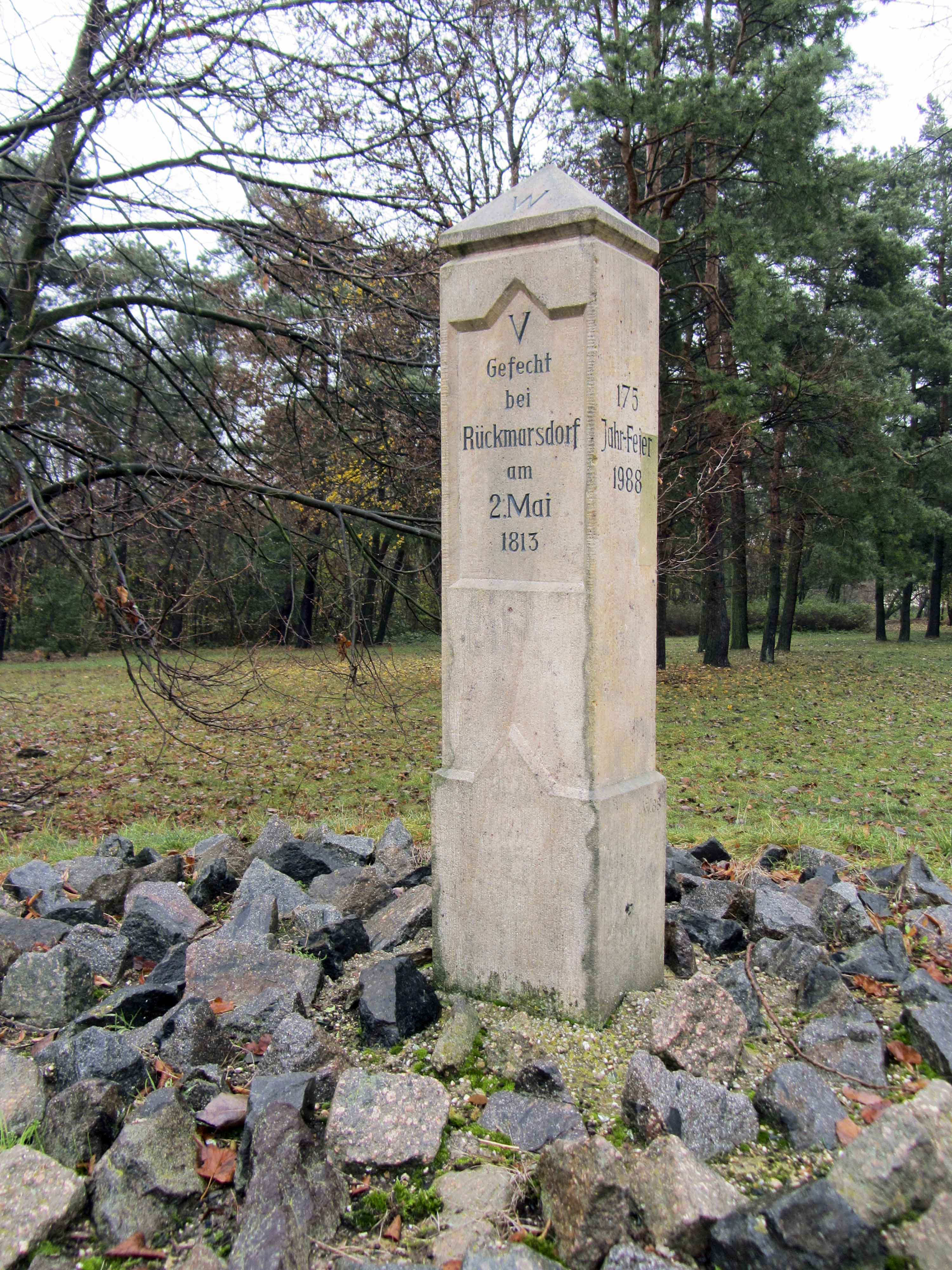
Kleist-Säule
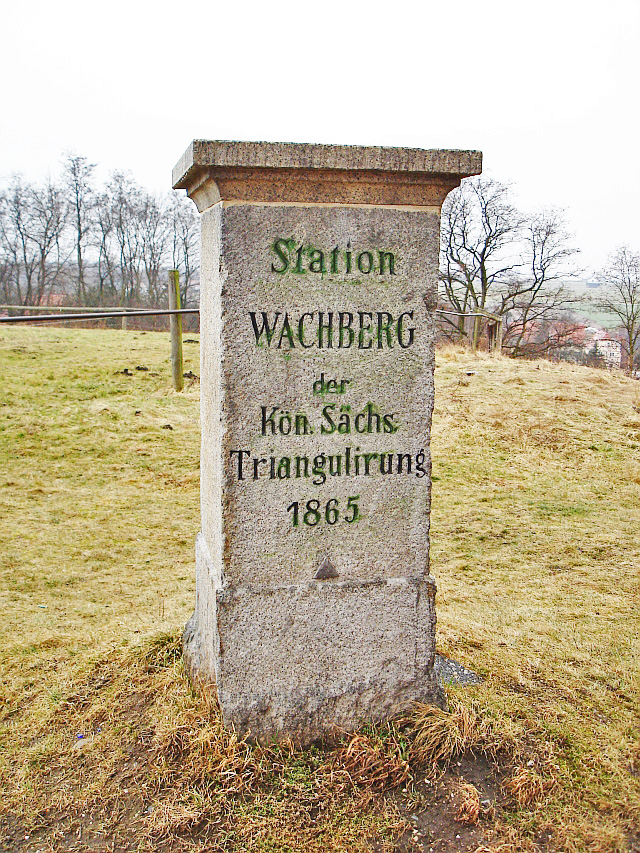
Vermessungssäule von 1865
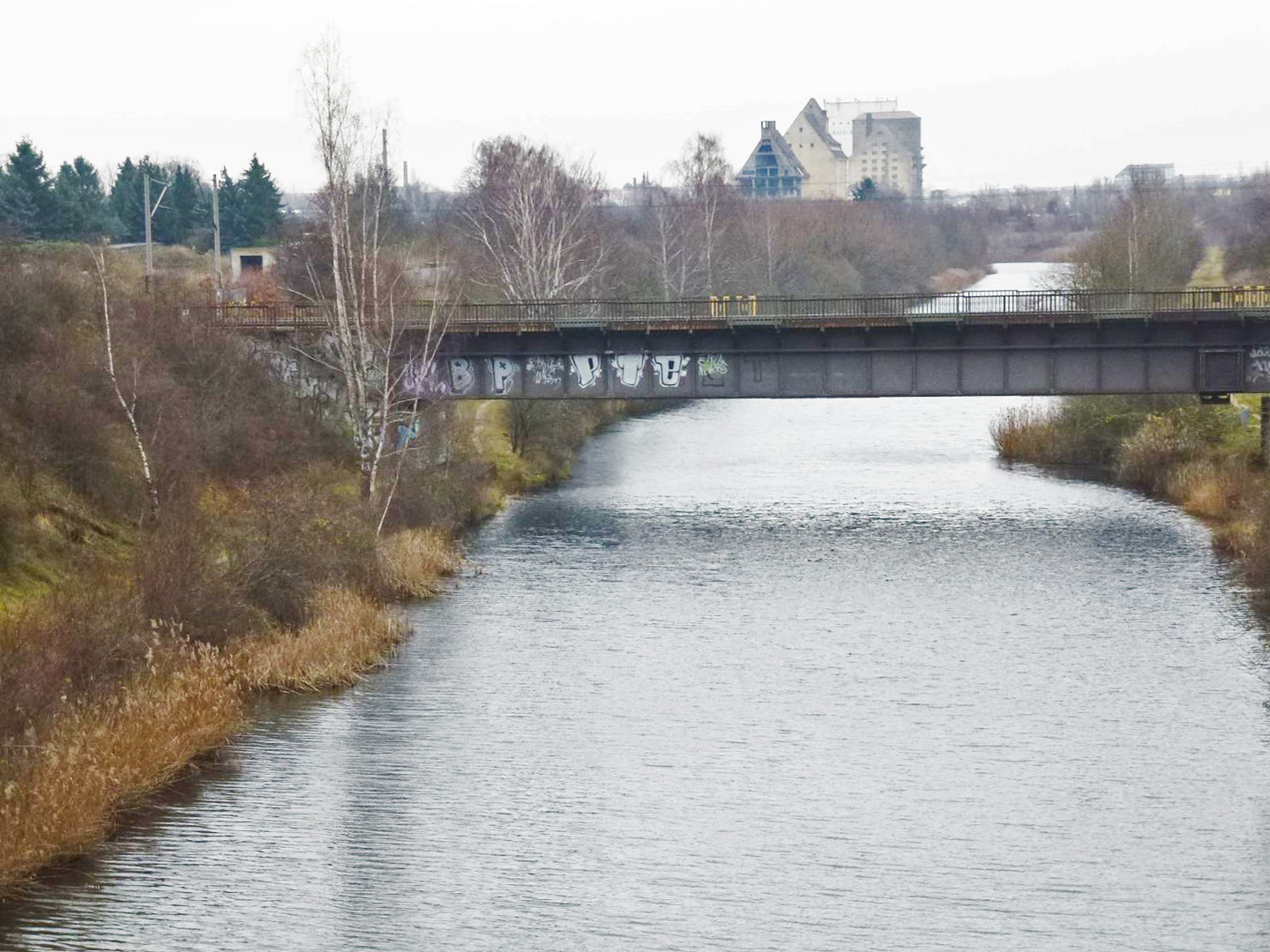
Elster-Saale-Kanal mit Eisenbahnbrücke

## Wirtschaft und Infrastruktur

### Industrie, Handel und Gewerbe

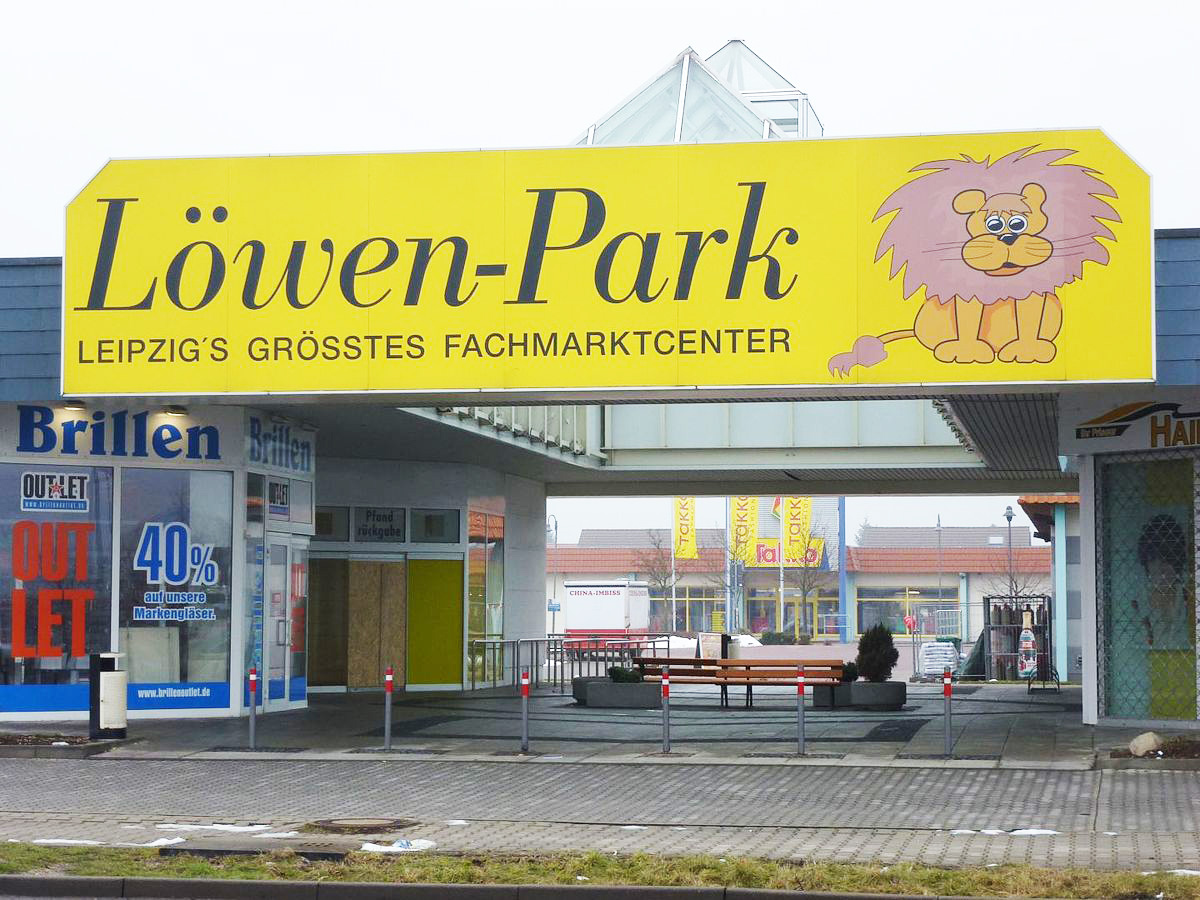
Einkaufszentrum Löwen-Park

An der heutigen Bundesstraße 181 – innerhalb des Ortes mit dem Straßennamen Sandberg versehen – bestand zwischen 1830 und 1965 die Restauration Gasthof zum Sandberg an der Linde. Ursprünglich als Ausspann an der Via Regia erbaut, wurde die Gaststätte Ende des 19. Jahrhunderts um einen Saalanbau ergänzt. Bis zur Schließung des heute noch erhaltenen und denkmalgeschützten Gebäudes war das Haus ein zentraler Anlaufpunkt für kulturelle Veranstaltungen des Ortes. Am örtlichen Bahnhof bestand seit 1906 die Gastwirtschaft am Bahnhof, ein für lange Zeit vielbesuchtes Ausflugslokal, welches unter mehreren Bezeichnungen bis nach 1990 fortbestand.
Ab 1890 entstanden im Rahmen der Industrialisierung vor allem in den östlichen Randgebieten Rückmarsdorfs Produktionsstandorte verschiedener Unternehmen, u. a. für die Blechdosenfabrik Singewald, Chrom-Industrie Max Wommer, die Maschinenfabriken Wiegand und Franke & Co, die Farbenfabrik Ortloff & Keilbar, den Klavierbau Hörügel, die Kinderwagenfabrik Bräutigam sowie die Pressenfabrik Ambold.
Südlich der B 181 liegt heute das Einkaufszentrum Löwen-Park, nördlich der Straße das zu Burghausen gehörende Löwen-Center, Leipzigs zweitgrößtes Einkaufszentrum. Am Rande des Löwen-Parks wurde der Indoor-Abenteuerspielplatz „Euro Eddy“ errichtet. Dieser wurde 2019 wieder geschlossen. Außerdem befindet sich an der B 181 das Hotel 3 Linden.

### Verkehr
1830 wurde die nördlich von Rückmarsdorf gelegene und viel befahrene Fern- und Handelsstraße Merseburg-Leipzig – heute die B 181, seit dem Mittelalter Teil der Via Regia – ausgebaut. Zwischen 1925 und 1940 waren im Ort drei Tankstellen vorzufinden, eine Omnibuslinie verkehrte auf dieser Strecke. Am 15. September 1906 wurde der örtliche Bahnhof für Personen- und Güterverkehr mit eigenem Stellwerk eingeweiht, später mehrfach erweitert. Ab 1990 verlor der Bahnhof zunehmend an Bedeutung: Der Güterverkehr wurde eingestellt, zugehörige Gebäude und Gleise wurden nach und nach abgerissen, das letzte Stellwerk wurde 1999 abgebaut. Seit 2000 existieren nur noch zwei Streckengleise, der Bahnhof wurde zum Haltepunkt zurückgestuft, das Empfangsgebäude samt Fahrkartenausgabe im gleichen Jahr geschlossen. Fernverbindungszüge durchfahren Rückmarsdorf.
Für den Individualverkehr ist Rückmarsdorf über die Bundesautobahn 9, Ausfahrt Leipzig-West, und von dort die B 181 (Leipzig–Merseburg) zu erreichen.
Durch Rückmarsdorf verkehren die Buslinien 62 (Grünau–Rückmarsdorf–Böhlitz-Ehrenberg), 130 (Angerbrücke–Lindenau–Rückmarsdorf–Frankenheim) und 131 (Leipzig Hauptbahnhof–Lindenau–Rückmarsdorf–Einkaufszentrum Nova–Merseburg). Außerdem halten die Bahnen der Linie RB20 (Bahnstrecke Leipzig–Großkorbetha) in Rückmarsdorf.

### Wasser- und Energieversorgung
1891 wurde in Rückmarsdorf ein Gasleitungsnetz verlegt, zwischen 1911 und 1920 wurde der Ort elektrifiziert. 1913 wurde mit dem Bau eines Wasserwerkes sowie eines Leitungsnetzes zur flächenmäßigen Trinkwasserversorgung des Ortes begonnen. Der 1914/15 erbaute, heute nicht mehr genutzte Wasserturm befindet sich auf dem Gipfel des Wachbergs. Das gleichzeitig errichtete Pumpenwerk wurde 1930 modernisiert, 1984 erfolgte der Anschluss an das Fernwassernetz der Stadt Leipzig, die lokalen Anlagen wurden geschlossen.

### Schulen
1544 wurde in Rückmarsdorf erstmals eine Dorfschule erwähnt, die 1721 nach einem großen Brand wiederaufgebaut wurde. Das heute als Wohnhaus genutzte Gebäude im alten Ortskern (an der Ecke Am Winkel und Brandensteinstraße) ist der älteste erhaltene Profanbau Rückmarsdorfs. 1877 wurde in unmittelbarer Nachbarschaft an der Brandensteinstraße ein geräumiger Neubau errichtet, der 1891 ausgebaut wurde. 1912/13 entstand aus Platzgründen erneut ein Schulgebäude, gelegen an der heutigen Straße An der Friedenseiche. Das zuvor errichtete Gebäude wurde weiterhin genutzt, später entstand 1953 zwischen den Häusern ein gemeinsam genutzter Turnraum. Ab 1925 besuchten auch die Kinder aus Frankenheim, ab 1934 die der neu entstandenen Grundstücke Burghausens die Schule. 1972 wurde die Schule zu einer zehnklassigen Polytechnischen Oberschule für Rückmarsdorf und Umgebung umgewandelt, die bis 1991 bestand. Der Grundschulhort war in dieser Zeit in die Schule am Teich ausgegliedert. Seit 1992 besitzt Rückmarsdorf eine mehrfach erweiterte und ausgebaute Grundschule mit neu errichteter Turnhalle. Die nächstgelegene Oberschule und das nächstgelegene Gymnasium befinden sich in Grünau.

### Feuerwehr
Im Jahr 1800 schloss sich Rückmarsdorf einem Feuerlöschverband an, dem mehrere Orte der Region angehörten. Das gemeinsam genutzte Spritzenhaus und samt großer Wasserspritze wurde in Böhlitz erbaut, in Rückmarsdorf selbst mussten gemäß dem 1775 verabschiedeten sächsischen MANDAT, die auf den Dörfern zu beobachtende Feuer-Ordnung betreffend wie in den anderen zum Verband gehörenden Gemeinden auf den Gehöften der Grundbesitzer verschiedene kleinere Gegenstände wie eine Handspritze, Löscheimer oder Leitern zur Brandbekämpfung vorhanden sein. 1856 wurde ein eigenes Feuerwehrhaus mit eigener Spritze errichtet. Im Jahr 1926 gründete sich die Freiwillige Feuerwehr Rückmarsdorfs. 1935 wurde das Haus umgebaut und ein eigenes Feuerwehrfahrzeug angeschafft.

### Sport
1864 ist der erste Sportverein in Rückmarsdorf nachweisbar, 1891 wurde der Turnverein Rückmarsdorf gegründet. Im Jahr 1913 wurde dessen Turnplatz auf dem Sandberg eingeweiht. 1921 wurde mit Beteiligung Rückmarsdorfs am Südhang des Bienitz ein erster Sportplatz zur gemeinsamen Nutzung errichtet, 1925 erfolgte der Bau einer eigenen Sportstätte innerhalb des Ortes. Im Jahr 1927 wurde die Frauenhandballmannschaft des Turnvereins Rückmarsdorf sächsischer Meister.
Der Fußballplatz am Westrand der Ortschaft gehört zur SG Leipzig-Bienitz, einer Sportgemeinschaft, die durch Zusammenschluss der Fußballvereine von Burghausen und Rückmarsdorf entstand. Seit Jahren bemühen sich Sportvereine und der Ortschaftsrat um den Bau einer Sporthalle.
1912 wurde der Arbeitersportverein Rückmarsdorf gegründet, 1922 der Arbeitersängerchor. Beide Vereine wurden 1933 zwangsaufgelöst.